# Aurora Løvås
Aurora Grinden Løvås (14 maart 2005) is een Noorse langebaanschaatsster.
Tijdens het Europees Kampioenschap per afstand in januari 2024 in Heerenveen reed zij drie persoonlijke records.

## Persoonlijke records
| Afstand    | Tijd    | Datum            | Baan       |
| ---------- | ------- | ---------------- | ---------- |
| 500 meter  | 40,64   | 28 november 2021 | Inzell     |
| 1000 meter | 1.19,17 | 7 januari 2024   | Heerenveen |
| 1500 meter | 1.58,73 | 10 maart 2024    | Inzell     |
| 3000 meter | 4.09,31 | 31 januari 2025  | Milwaukee  |
| 5000 meter | 7.17,10 | 24 januari 2025  | Calgary    |

(laatst bijgewerkt: 1 februari 2025)

## Resultaten
| Jaar | EK Allround             | WK Allround            | WK Afstanden                                  | WK Junioren                                                           |
| ---- | ----------------------- | ---------------------- | --------------------------------------------- | --------------------------------------------------------------------- |
| 2022 |                         |                        |                                               | 8e (27e, 13e, 13e, 7e) 7e achtervolging 11e teamsprint                |
| 2023 | NC11 (9e, 10e, 10e, -)  |                        | 5e achtervolging                              | 7e (25e, 6e, 22e, 8e) 5e achtervolging 6e teamsprint                  |
| 2024 |                         | NC17 (18e, 19e, 17e, ) |                                               | · (18e, 5e, 10e, ) · DQ massastart · 9e achtervolging · 7e teamsprint |
| 2025 | NC12 (10e, 15e, 13e, -) |                        | 19e massastart 6e achtervolging 6e teamsprint |                                                                       |

(#, #, #, #) = afstandspositie op juniorentoernooi (500m, 1500m, 1000m, 3000m) of op allroundtoernooi (500m, 3000m, 1500m, 5000m).
NC11 = niet gekwalificeerd voor de laatste afstand, maar wel als 11e geklasseerd in de eindrangschikking